# アルテミス谷
アルテミス谷（アルテミスたに、英: Artemis Chasma）は、金星の谷である。
真円に近いアルテミス谷はアフロディーテ大陸の南東に位置する、ほぼアルテミス・コロナに囲まれた、直径2600km。
名前はギリシア神話の狩猟、貞潔、月の女神アルテミスに由来する。